# Biljana Čakić-Veselič
Biljana Čakić-Veselič (Vinkovci, 1967.), hrvatska novinarka i autorica dokumentarnih filmova. od početka svoje profesionalne karijere bavi temama vezanim uz hrvatski obrambeno-oslobodilački rat. Njezin osobni dokumentarac Dečko kojem se žurilo spada među najbolje hrvatske dokumentarce s početka tisućljeća.
Po struci je slikarica.

## Životopis
U Zagrebu diplomirala je na Akademiji likovnih umjetnosti. Izbijanjem velikosrpske agresije na Hrvatsku našla se na bojištu kao ratna izvjestiteljica i snimateljica Radija 101. Godine 1992. pod utjecajem ratnih zbivanja, nastao je njezin prvi dokumentarni film Maja II. 1997. i 1998. godine studirala je u Danskoj na Europskom filmskom koledžu. Po povratku u Hrvatsku uspostavila je suradnju s HRT-om.  Tad su nastali dokumentarni filmovi Prognano djetinjstvo, Gunjci iz sela Sćulci i Vili(m).
Osobna obiteljska tragedija - brat nestao u velikosrpskoj agresiji na Hrvatsku 1991., potakla ju je u dokumentiranje Domovinskog rata. Pomažući svojoj obitelji u potrazi za nestalim bratom uključila se je u proces ekshumacije i identifikacije nestalih branitelja i civila. U suradnji sa Savezom Udruga obitelji nestalih i zarobljenih hrvatskih branitelja, 1999./2000. snimila je dokumentarni ciklus Polja smrti. Sljedeće je godine dovršila dokumentarni film Dečko kojem se žurilo koji je svojevrsna dokumentarnu potraga za nestalim bratom. Gledatelji više od dvadeset svjetskih festivala vidjelo je projekciju tog filma, a 2001. godine bio je hrvatski kandidat za nagradu Oscar u kategoriji dokumentarnog filma.
Godine 2007. režirala je dokumentarno-igrani film Zagorka, biografiju najčitanije hrvatske književnice i prve političke novinarke u Jugoistočnoj Europi Marije Jurić Zagorke. Godine 2011. dovršava svoj prvi dugometražni igrani film Korak po korak.

## Filmografija
Filmografija:
- Maja II, dokumentarni (1992.)
- Start -The End, eksperimentalni (1994.)
- Izgubljeni, ali perfektni, igrani (1995.)
- Berlin, dokumentarni (1995.)
- La donna e mobile, igrani (1997.)
- Prognano djetinjstvo, dokumentarni (1997.)
- Underwear and Something Around It, igrani (1998.)
- Gunjci iz sela Sćulci, dokumentarni (1999.)
- Polja smrti, dokumentarni ciklus (2000.)
- Vili(m), dokumentarni (2000.), dokumentarni (2001.)
- Dečko kojem se žurilo (2001.)
- Vidovnjakinja, igrani (2005.)
- Zagorka, dokumentarno-igrani (2007.)
- Korak po korak, igrani (2011.)
- Priče o veteranskom uspjehu (2016.) mini serija
- Gavran 101, dokumentarni (2020.)

## Nagrade i priznanja
Dobila je mnoge domaće i međunarodne nagrade. Na Danima hrvatskog filma u Zagrebu dobila je nagradu za najbolju režiju, najbolji film, najbolji dokumentarac. Dobila je nagradu kritičara Oktavijan te nagradu »Zlatnu golubicu« za etički doprinos. 
2001. godine dobila je državnu nagradu »Vladimir Nazor« za doprinos na području kulture i posebno priznanje publike za najbolji film desetljeća. 
Iste je godine njen film Dečko kojem se žurilo predstavljao Hrvatsku u natjecanju za Oscara.